# Adjetivo postpositivo
Un adjetivo postpositivo o postnominal es un adjetivo atributivo que está colocado después del sustantivo o pronombre que modifica. Esto contrasta con los adjetivos prepositivos, colocados antes del sustantivo o pronombre.
En algunas lenguas, como las lenguas romances (incluyendo el español), la ubicación postpositiva de los adjetivos es la sintaxis habitual.
En español, por ejemplo en el caballo blanco de Santiago, el adjetivo blanco modifica al sustantivo caballo. Sin embargo, algunos adjetivos anteceden habitualmente al sustantivo al que modifican, como ocurre en un fuerte abrazo o un gran amigo. En algunos casos, el adjetivo cambia de significado según si está antes o después de sustantivo (pobre hombre / hombre pobre).
En inglés, la colocación pospositiva no es habitual, quedando en gran parte limitada a usos arcaicos y poéticos (como en creatures unseen, «criaturas nunca antes vistas»), algunas frases tradicionales (como el heir apparent, «heredero natural»), y ciertas construcciones gramaticales particulares (como en those anxious to leave, «aquellos impacientes por irse»).
Reconocer adjetivos postpositivos en inglés es importante para determinar el plural correcto para una expresión compuesta. Por ejemplo, en la expresión court-martial («corte marcial»), martial es un adjetivo pospositivo, por lo que su forma plural es courts-martial, ya que los adjetivos, al contrario que los sustantivos, no presentan una forma plural diferenciada.